# Бразерс (вулкан)
Бразерс (англ. Brothers Volcano) — підводний вулкан, розташований в Тихому океані, за 337 км до північного сходу від острова Вайт-Айленд.

## Географія

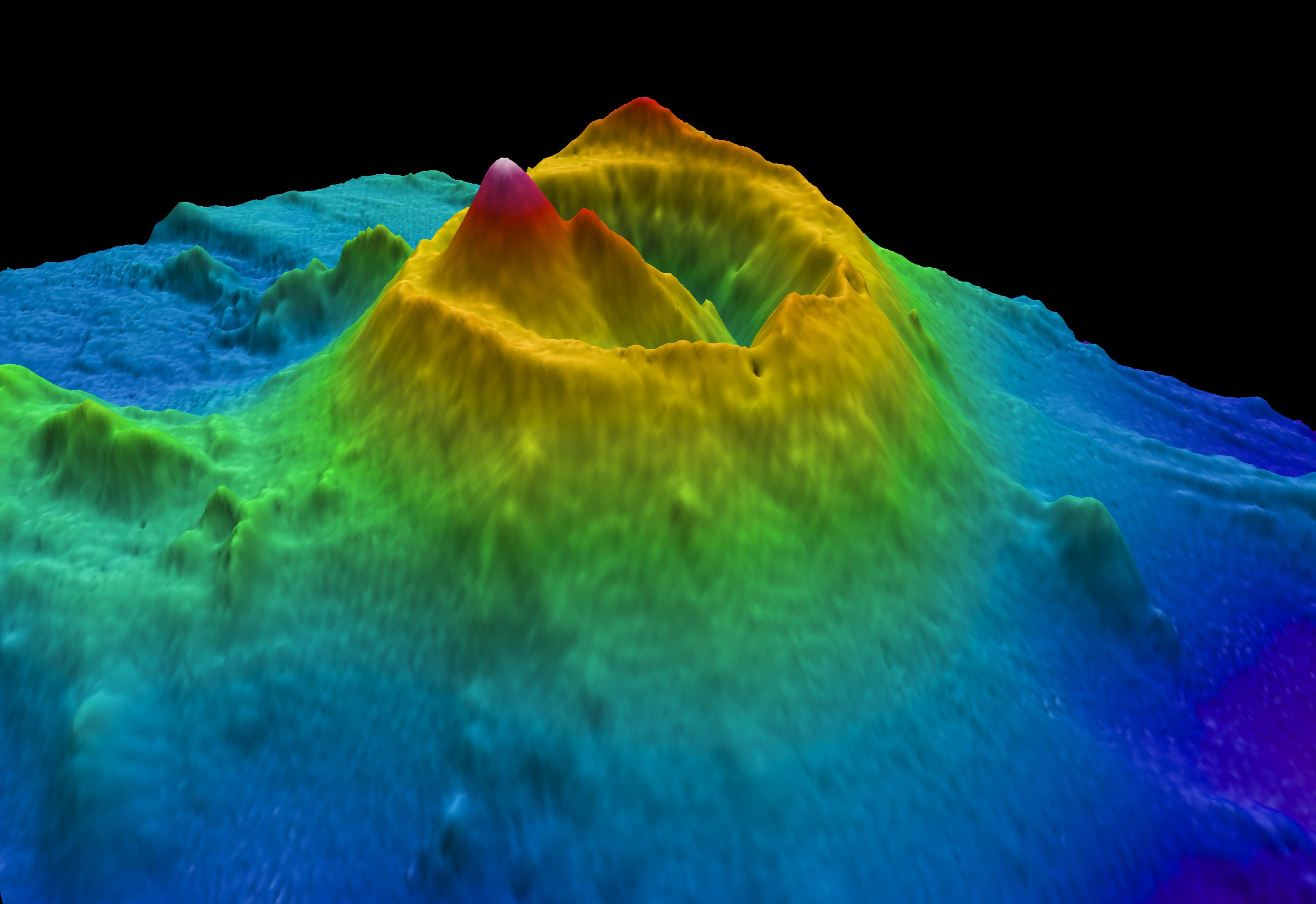
Тривимірне зображення вулкана (вид Пд-Сх)

Найвища дочка Бразерса розташована на глибині 1350 м нижче рівня моря. У межах свого овального контуру, який має розміри 13 × 8 км, він містить кальдеру діаметр якої складає 3-3,5 км, зі стінами висотою 300—500 метрів. Вулкан утричі більший за вулканічний Білий острів. Дно кальдери розташоване на глибині 1850 м нижче рівня моря, відповідно максимальна глибина кальдери вулкана становить близько 500 м. Має форму куполу, складеного дацитами (в'язкість дацитової лави знаходиться між ріолітом та андезитом). На північному сході розташований менший купол. Стіни кальдери та більший купол містять численні гідротермальні джерела (чорні курці). Вулкан проявляє постійну гідротермальну активність.